# LIBF
LIBF, noto anche con il nome commerciale The London Institute of Banking & Finance (inglese, in italiano L'istituto bancario e finanziario di Londra), è un ente di formazione e business school con sede a Londra.
Fondato nel 1879 come "The Institute of Bankers", si è sempre dedicato alla formazione per i dipendenti del settore bancario, influenzando assieme al suo omologo scozzese la nascita di numerosi istituti sorti in paesi anglofoni. A partire dagli anni 1990 ha esteso i propri insegnamenti alla finanza in genere, venendo autorizzato nel 2010 al conferimento di titoli accademici e adottando l'attuale denominazione nel 2016.

## Storia
La storia dell'ente prende avvio nel XIX secolo ed è caratterizzata da alcuni cambi di denominazione.

### The Institute of Bankers (1879-1996)

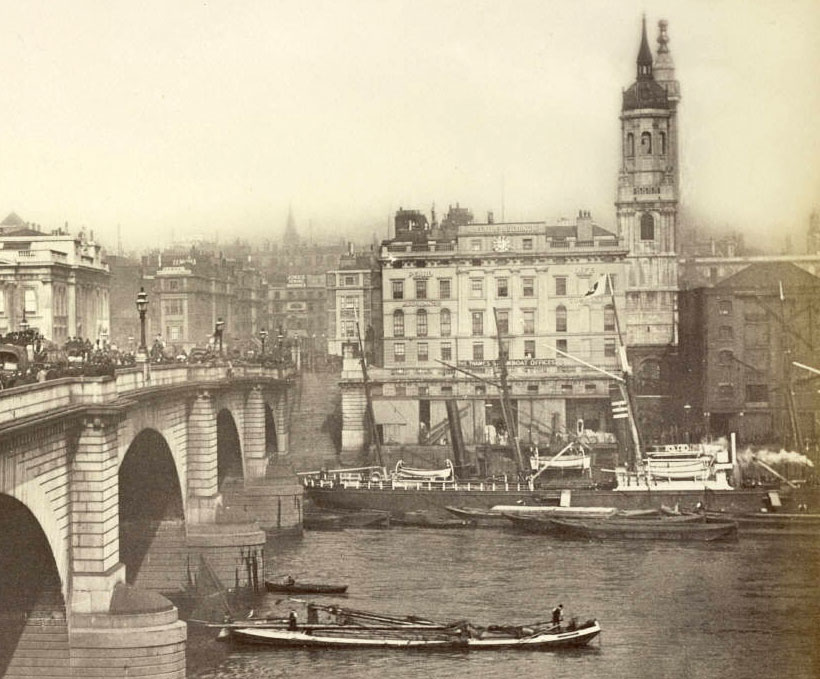
Londra, la City negli anni 1870.

Attorno alla metà del XIX secolo vi era nel Regno Unito di Gran Bretagna e Irlanda un ampio dibattito al riguardo della creazione di associazioni professionali in vari ambiti, incluso quello bancario. Il fallimento di alcune istituzioni finanziarie aumentò la percezione della necessità di migliorare il livello della formazione nel settore, gettando le basi per la nascita di tali enti negli anni 1870: il primo di questo tipo fu l'"Institute of Bankers in Scotland" (inglese, in italiano Istituto dei bancari in Scozia), nato a Edimburgo nel 1875.
"The Institute of Bankers" (inglese, in italiano L'istituto dei bancari) venne invece fondato a Londra nel 1879, in un periodo in cui la capitale dell'Impero britannico era il principale centro finanziario mondiale, con il medesimo scopo di somministrare formazione professionale ai dipendenti del settore. La sede venne fissata all'interno della City e come primo presidente fu nominato il banchiere e parlamentare John Lubbock, sotto la cui guida l'associazione registrò nell'anno di avvio 2 000 iscrizioni. Venne contestualmente lanciata la pubblicazione della rivista accademica Journal of the Institute of Bankers, che ebbe tra i primi contributori il parlamentare George Joachim Goschen e il numismatico Barclay Vincent Head. A fine secolo nacque inoltre nella stessa nazione un ulteriore ente di tipologia simile a quelli sorti in Scozia e in Inghilterra: "The Institute of Bankers in Ireland" (inglese, in italiano Istituto dei bancari in Irlanda), fondato a Dublino nel 1898; in generale il modello di associazione venne inoltre nel tempo replicato in altre aree dell'Impero britannico e nei paesi anglofoni.
L'istituto londinese focalizzò la propria offerta sull'organizzazione di conferenze e incontri, fornendo soluzioni educative dedicate ai lavoratori bancari e allo sviluppo delle loro conoscenze, riconosciute attraverso il rilascio di certificazioni formali. Nel 1922 l'ente ospitò John Maynard Keynes, che tenne una lezione relativa all'influenza dei sindacati sulla dinamica prezzi-salari. Seguendo nel tempo l'evoluzione del settore bancario e il momentaneo declino del ruolo di Londra nel contesto finanziario mondiale, l'associazione attraversò negli anni 1930 e 1940 una fase di riforma e consolidamento. Nei due decenni successivi e in linea con la ritrovata importanza internazionale della città, riuscì invece a espandere la propria influenza nel resto del mondo e ad aprire sedi in alcune colonie –  Malta nel 1961 e Hong Kong nel 1963 –  e in nazioni che avevano recentemente ottenuto l'indipendenza: ad esempio in Nigeria nello stesso 1963 e in Uganda nel 1967.
Nel 1987 la regina Elisabetta II concesse all'istituto una carta reale e lo stesso modificò di conseguenza la propria denominazione in "Chartered Institute of Bankers". Negli anni 1990 l'ente fu interessato da una serie di eventi: nel 1993 incorporò il "Chartered Building Societies Institute" (inglese, in italiano Istituto delle società edilizie), nel 1996 – grazie alla collaborazione con l'Istituto di scienza e tecnologia dell'Università di Manchester – offrì per la prima volta una delle proprie certificazioni in abbinamento a un titolo accademico, mentre nel 1997 assunse la decisione di abbandonare la propria denominazione ultrasecolare.

### Institute of Financial Services (1997-2015)
Nel 1997 l'ente modificò la sua denominazione in "Institute of Financial Services" (inglese, in italiano Istituto dei servizi finanziari), per riflettere l'ampliamento dello spettro di competenza ora esteso oltre la sola sfera bancaria propriamente detta: quello stesso anno venne ad esempio introdotta una certificazione dedicata al settore dei mutui ipotecari. Il decennio seguente l'associazione proseguì la propria evoluzione verso il modello di business school votata alla finanza, arrivando nel 2006 a modificare struttura e governance aziendali e a cambiare ancora il nome, ora in "ifs School of Finance" (inglese, in italiano ifs Scuola di finanza). A tali modifiche strutturali corrispose la conferma della carta reale da parte del Consiglio privato, cui venne contestualmente inoltrata la richiesta di ottenimento dei poteri di conferimento delle lauree.
La scuola proseguì con le politiche di collaborazioni universitarie – nel 2008 erano attivi accordi relativi a corsi di laurea tenuti negli atenei di Manchester, del Kent e del Surrey – e internazionali: sebbene le sedi estere si fossero ormai trasformate in istituti indipendenti, nuovi accordi riguardarono realtà emergenti come gli Emirati Arabi Uniti. L'apertura del primo campus avvenne nel 2009; nello stesso anno l'associazione donò la propria collezione di banconote al British Museum.
Fu nel 2010 che la scuola ottenne, grazie al parere positivo dell'Agenzia per la garanzia della qualità dell'istruzione superiore, i "Taught degree awarding powers", potendo così conferire i titoli accademici di bachelor's degree e master's degree: vennero di conseguenza lanciati i primi programmi di studio a tempo pieno organizzati direttamente. La generale fiducia riposta dalle istituzioni trasparse anche dalle richieste di consulenza formulate dalla Camera dei comuni nel 2012, culminando l'anno successivo nell'assegnazione da parte del governo di David Cameron del titolo di "University College", cui fecero seguito l'ulteriore cambio di denominazione in "ifs University College" e l'apertura di un nuovo campus.

### The London Institute of Banking & Finance (2016-)
Con l'obiettivo di riflettere contemporaneamente il legame con la città ospitante, la gamma dei programmi offerti e l'ambito di specializzazione, nel 2016 l'associazione mutò il nome in "The London Institute of Banking & Finance". L'anno successivo l'istituto completò l'accreditamento quale fornitore di formazione per l'apprendistato, avviando assieme a Barclays il suo primo percorso in tal senso. Furono anche siglati nuovi accordi di collaborazione con istituti internazionali a Malta e in Bahrein, preludio al ritorno della politica di apertura di sedi estere, con l'inaugurazione di quella di Abu Dhabi avvenuta nel 2018 e di quella di Singapore nel 2019.
Tra il 2019 e il 2021 l'ente aprì tre centri di ricerca, dedicati al digitale, alla sostenibilità e a governance, rischio e regolamentazione, mentre nel 2022 acquisì il "Centre for the Study of Financial Innovation" (inglese, in italiano Centro per lo studio dell'innovazione finanziaria); in quello stesso anno l'istituto offrì per la prima volta corsi di laurea online, in cooperazione con l'IU International University of Applied Sciences.
Nel 2023 l'istituto abbandonò la natura di organizzazione di beneficenza assumendo quella di società di capitali con denominazione "LIBF Limited", venendo contestualmente acquisito dalla holding tedesca specializzata nell'ambito dell'istruzione "IU Group", proprietaria anche dell'IU International University of Applied Sciences. Furono mantenuti il nome commerciale "The London Institute of Banking & Finance" e l'autorizzazione al conferimento di titoli accademici, mentre la carta reale e le iniziative di beneficenza vennero cedute alla neocostituita "The London Foundation for Banking & Finance". Lo stesso anno l'istituto aprì anche una sede in India.

## Sedi

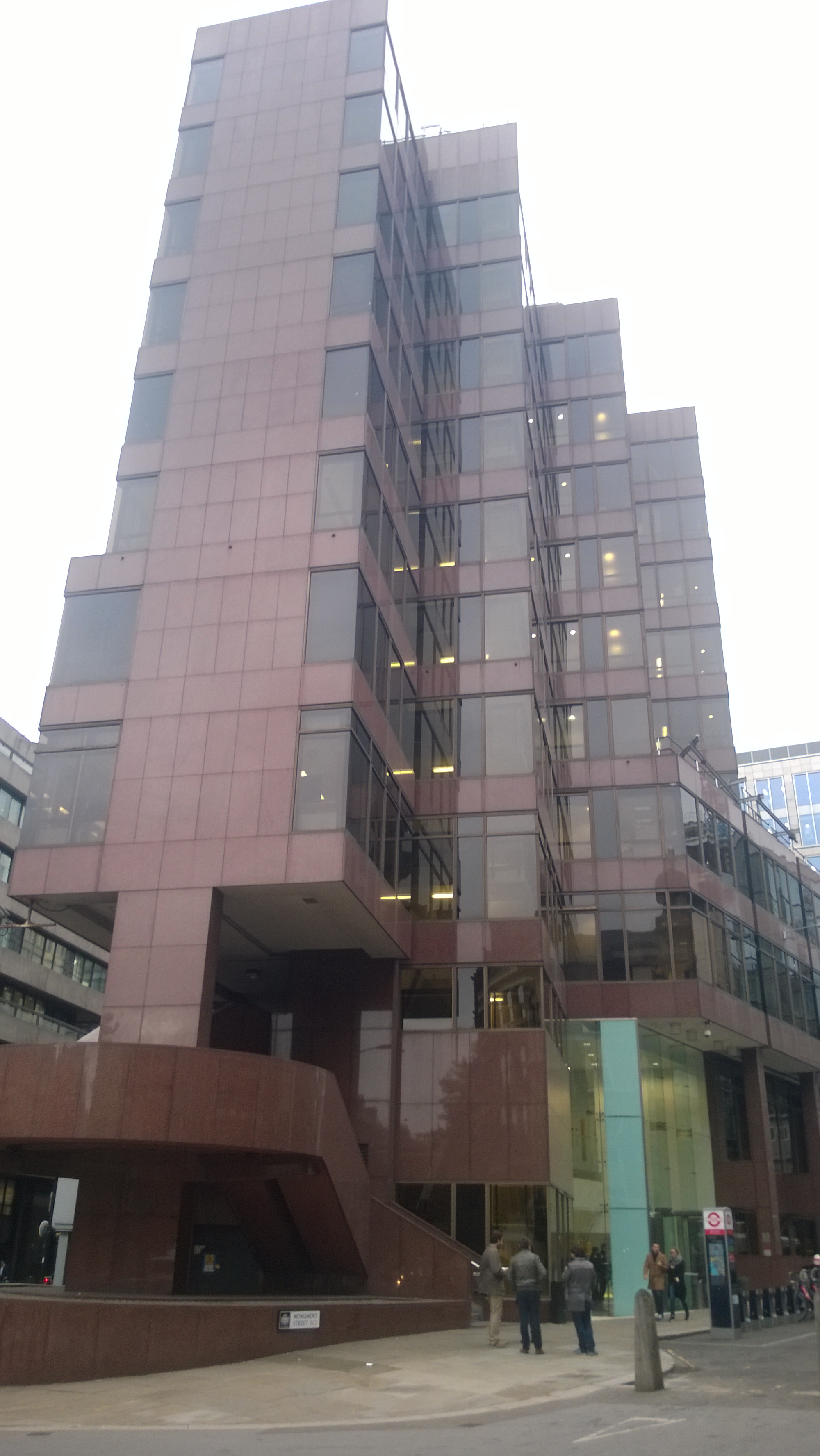
La Peninsular House.

Nel corso degli anni l'ente ha avuto differenti sedi principali, tutte poste all'interno della City, il quartiere degli affari di Londra dove è ubicato anche il campus studentesco.

### Sede principale
La prima sede dell'istituto si trovava in Clements Lane 11 e 12, a breve distanza dal London Bridge e dal monumento al grande incendio di Londra, ma già nel 1884 venne trasferita a Cornhill. Nel 1891 fece ritorno in Clements Lane, questa volta al numero 34 dove aveva sede anche la "British Bankers' Association", associazione di categoria delle banche. Nel 1923 fu ulteriormente trasferita in Bishopsgate 5 e nel 1937 spostata al numero 11 di Birchin Lane.
Dal 1951 la sede fu posta in Lombard Street 10, storica via dell'attività bancaria londinese, dove rimase fino al 1996. Venne quindi trasferita alla Peninsular House, sita in Monument Street 36, dove si trova attualmente.
L'ente è inoltre dotato di un centro amministrativo ubicato a Canterbury, a circa 100 chilometri da Londra.

### Campus
Il primo campus dell'ente venne inaugurato nel 2009 e si trovava a Londra in Monument Street. Nel 2013 venne trasferito nella limitrofa Lovat Lane 25, dove è ancora ubicato. All'interno dello stesso è stata inaugurata nel 2016 una biblioteca intitolata al banchiere Henry Grunfeld.

### Sedi estere
A partire dagli anni 1960 l'ente ha aperto alcune sedi all'estero, successivamente trasformatesi in istituti indipendenti.
Tra il 2018 e il 2023 l'istituto ha costituito ulteriori tre sedi estere. Nel 2018 è stata aperta quella ubicata nella capitale degli Emirati Arabi Uniti, all'interno della zona economica libera denominata "Abu Dhabi Global Market Square". Nel 2019 è stata la volta di quella di Singapore, sita in Raffles Place, mentre nel 2023 ne è stata inaugurata una a Gurgaon, città satellite della capitale indiana Nuova Delhi.

## Struttura

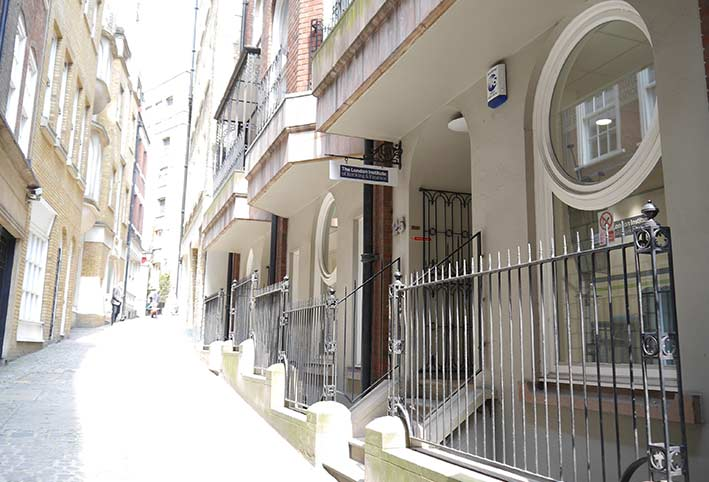
Lovat Lane, sede della biblioteca.

L'ente è dal 2023 di proprietà della holding tedesca "IU Group", specializzata nell'ambito dell'istruzione.

### Formazione accademica
L'istituto è autorizzato al conferimento di titoli accademici e offre programmi di bachelor's degree, master's degree e MBA.
L'ente è inoltre accreditato presso due associazioni dedicate alle business school: l'americana Association to Advance Collegiate Schools of Business e la britannica "Chartered Association of Business Schools".

### Formazione extra accademica
Tra i corsi promossi vi sono quelli per l'ottenimento di certificazioni in ambito bancario e finanziario, che permettono di raggiungere diversi livelli di affiliazione all'ente stesso.
La scuola è anche attiva nella formazione finalizzata all'educazione finanziaria e in quella aziendale, incluso l'ambito dell'apprendistato.

### Altre attività
L'ente gestisce una biblioteca intitolata al banchiere Henry Grunfeld e tre centri ricerche: il "Centre for Digital Banking and Finance", dedicato alla digitalizzazione del settore, il "Centre for Governance, Risk and Regulation", specializzato in corporate governance, e il "Centre for the Study of Financial Innovation" dedicato all'innovazione finanziaria.

## Presidenti
Numerosi presidenti si sono succeduti alla guida dell'ente. Alla fondazione del 1879 il primo eletto fu John Lubbock, banchiere della Lubbock & Co, parlamentare e archeologo. Anche altri banchieri ricoprirono il ruolo, come Richard Biddulph Martin della Martins Bank nel 1883 e Joseph Herbert Tritton della Barclay, Bevan, Bening and Tritton nel 1886, mentre nel 1893 fu la volta di un altro parlamentare: Thomas Bedford Bolitho.
Nel XX secolo ricoprirono il ruolo anche un presidente e un direttore generale della Westminster Bank: rispettivamente Walter Leaf nel 1919 e Charles Lidbury nel 1939. Successivamente assunsero la medesima carica due ex amministratori delegati della NatWest, banca nata dalla fusione della Westminster con altri istituti: Jeffrey Benson nel 1983 e Derek Wanless nel 1999, in entrambi i casi immediatamente dopo aver lasciato il ruolo precedente. Nel 2004 a essere nominato fu Ron Sandler, ex amministratore delegato dei Lloyd's di Londra, mentre nel 2009 la carica era ricoperta da Donald Brydon, contemporaneamente presidente della Royal Mail. Dal 2023 il presidente è Gerard Lemos, titolare della medesima carica anche presso l'English Heritage.
Negli ultimi decenni è stato istituito anche il ruolo di direttore generale, ricoperto da Gavin Shreeve tra il 1998 e il 2015. Il direttore generale in carica è, dal 2015, Alex Fraser.

## Alumni
L'istituto promuove la propria comunità di alumni, che ricomprende i precedenti studenti dell'istituto.
Tra questi figurano banchieri come Sorabji Pochkhanawala, che fu nel 1911 tra i fondatori dell'istituzione finanziaria privata "Central Bank of India", e Michael C. Bonello, governatore della Banca centrale di Malta dal 1999 al 2011.
Anche alcuni esponenti politici di spicco hanno frequentato l'ente: Rinaldo Ossola, ministro del commercio con l'estero della Repubblica Italiana dal 1976 al 1979, Tan Sri Sanusi Junid, ministro malese dello sviluppo nazionale e rurale dal 1981 al 1986 e dell'agricoltura dal 1986 al 1995, Leo Brincat, ministro maltese delle finanze dal 1997 al 1998 e dell'ambiente, dello sviluppo sostenibile e del cambiamento climatico dal 2013 al 2016, Tariq Ahmad – che dal 2012 ha ricoperto numerosi ruoli in qualità di ministro del governo britannico nell'ambito dei trasporti e in quello della cooperazione – e Mahamudu Bawumia, dal 2017 vice presidente del Ghana.